# Jules Joets
Jules Joets ou Joëts est un peintre et lithographe français né le 1er septembre 1884 à Saint-Omer (Pas-de-Calais) et mort le 19 janvier 1954 à Viry-Chatillon.

## Biographie
Jules Joets naît à Saint-Omer (Pas-de-Calais) le 1er septembre 1884.
Il étudie à l’école des beaux-arts de Saint-Omer, puis à l'école des arts décoratifs de Paris. À partir de 1908, il expose au Salon à Paris. 
En 1914, il reçoit le prix national du Salon des artistes français qui récompense un jeune peintre ayant exposé à ce salon ou au salon de la Société nationale des beaux-arts pour son tableau L'Enterrement de sept-heures qui est acheté par l'État, initialement destiné au musée des beaux-arts de Lyon, il sera, faute de place, finalement exposé à Saint-Omer.
Le 13 avril 1916, en pleine Première guerre mondiale, il est nommé peintre aux Armées et à ce titre, il circule sur le front. 
En parallèle à sa carrière de peintre et lithographe, il est conservateur du musée de Saint-Omer à partir de 1929.
Ses peintures L'Orchestre (école nationale de musique et de danse à Saint-Omer) et L'Enterrement (église Saint-Sépulcre de Saint-Omer) sont inscrits au titre d'objets aux monuments historiques.
Jules Joets meurt à Viry-Chatillon le 19 janvier 1954.